# Аккумуляция ксенобиотиков
Аккумуляция ксенобиотика — накопление в организме вредных, опасных веществ вызывающих различные отравления, мутации, заболевания и даже смерть. Следствием аккумуляции может стать к примеру: ПДК ксенобиотика, размножения микроорганизмов, вдыхание ядовитых паров, влияние радиации, непосредственный контакт с кожей. При аккумуляции ксенобиотика необходимо вывести опасные вещества из организма. Иногда, при некоторых обстоятельствах ксенобиотик вывести невозможно, так как он уже закрепился в организме.
Примером действия и аккумуляции ксенобиотика может стать Чернобыльская катастрофа 1986 года. Тысячи людей получили высокий уровень облучения, то есть аккумуляцию ксенобиотика, в дальнейшем приведший к лучевой болезни, раку и смерти.

## См.также
- Кумуляция (медицина)